# Baruch Lopes Leão de Laguna

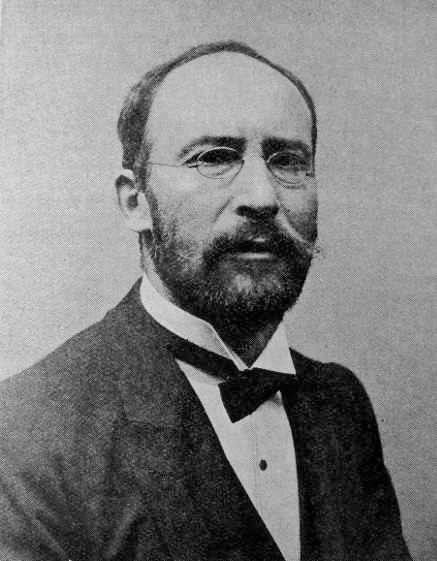
Baruch Lopes Leão de Laguna, Foto ca. 1900

Baruch Lopes Leão de Laguna (geb. 16. Februar 1864 in Amsterdam; gest. 19. November 1943 in Auschwitz) war ein niederländischer Maler. Er stand der Larener Schule nahe.

## Leben
Baruch de Laguna wurde in eine portugiesisch-sephardische Familie in Amsterdam geboren. Seine Eltern, Salomão Lopes de Leão Laguna und Sara Kroese, starben, als er 11 Jahre alt war. Danach kam er in ein Waisenhaus der portugiesisch-israelitischen Gemeinde Amsterdam. Während der Zeit begann er, die Menschen seiner Umgebung zu beobachten und zu zeichnen. Mit 14 Jahren machte er zunächst eine Ausbildung als Dekorationsmaler an der Quellinus Kunstschule. 1880 wurde er an der Reichsakademie der Schönen Künste aufgenommen, wo er u. a. bei August Allebé studierte.
Mit 17 Jahren musste De Laguna das Waisenhaus verlassen und bezog eine Dachwohnung mit Studio in der Plantage Franselaan im jüdischen Viertel von Amsterdam. Er arbeitete zunächst u. a. im Atelier des Malers Jacob Meijer de Haan. Zudem lieferte er Skizzen für Zeitschriften. Eine Skizze auf der ersten Seite des Monatsmagazins Elsevier machte ihn einem größeren Publikum bekannt. 1885 wurden seine Bilder bei Arti et Amicitiae ausgestellt und mit guten Kritiken bedacht.

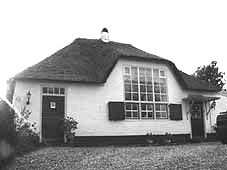
Das Wohnhaus mit Atelier in Laren

Um 1895 heiratet er die 8 Jahre jüngere Rose Asscher, Tochter eines Londoner Diamantenschleifers, mit der er einige Kinder bekam. 1898 zog das Paar nach Laren in Het Gooi, wo bereits seit ca. 1870 eine auf seinen Freund Jozef Israëls zurückgehende Künstlerkolonie bestand. Die Familie lebte später im benachbarten Blaricum in der "Oude Brouwerij", op de Torenlaan 5, und dann im Zwaluwenweg 42. 1905 ließ er sich schließlich in Laren, Paadje 18, ein eigenes Haus mit Atelier bauen.
De Lagunas besondere Vorliebe galt der Porträtmalerei. Er malte Bauern und Bankiers, Dienstleute und Damen von Welt, Ärzte, Künstler und Politiker. Zu seinen Auftraggebern zählten auch Prominente wie der mehrfache Ministerpräsident Hendrikus Colijn, der Sozialist Ferdinand Domela Nieuwenhuis, der Großindustrielle Henri Deterding, die Warenhausbesitzer Sally Berg und Sylvain Kahn u. a. Ein weiterer Arbeitsschwerpunkt waren Genreszenen und dekorative Stillleben mit Blumen.
Seine Familie war für De Laguna sehr wichtig. Als der vielversprechende Sohn Martijn bei einem Motorradunfall starb, litten seine Frau und er sehr. Er stürzte sich umso mehr in seine Arbeit und malte noch bis ins hohe Alter. 1941 schrieb das Jüdische Wochenblatt Amsterdam in einem Artikel über ihn: "Trotz seines Selbstbewusstseins ist der 78-jährige Künstler ein bescheidener Mann geblieben, der hohe Ansprüche an sich selbst stellt. Seine Maßstäbe für andere offenbaren seine jüdische Identität: Ungerechtigkeit galt ihm als die schlimmste Sünde. Er liebt schöne und attraktive Menschen, aber am wichtigsten war ihm ein edler Charakter."
In den ersten Jahren der Besetzung der Niederlande durch das nationalsozialistische Deutschland konnten sich die De Lagunas noch zunächst in einem abgelegenen Bauernhof in Laren verstecken. Zum Dank schenkte er der Familie, die ihn unter Lebensgefahr aufnahm, einen Teil seiner Bilder, darunter ein Selbstporträt. Er und seine Frau wurde dennoch aufgespürt und in das Vernichtungslager Auschwitz-Birkenau gebracht. Am 19. November 1943 wurde er dort ermordet. Seine Frau Rosie wurde am 11. Februar 1944 ebenfalls in Auschwitz ermordet.

## Werke

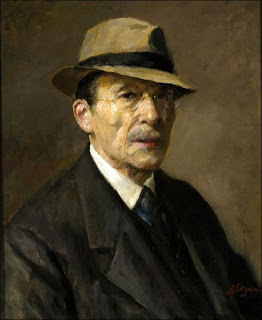
Selbstbildnis
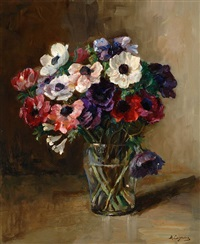
Stillleben mit Anemonen
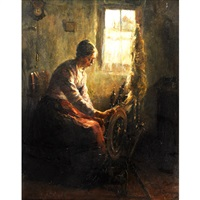
Wollspinnerin am Fenster
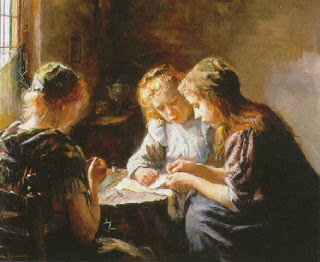
Drei Mädchen
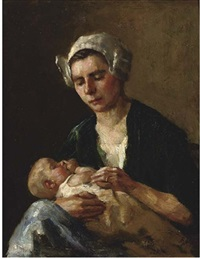
Mutter mit Kind
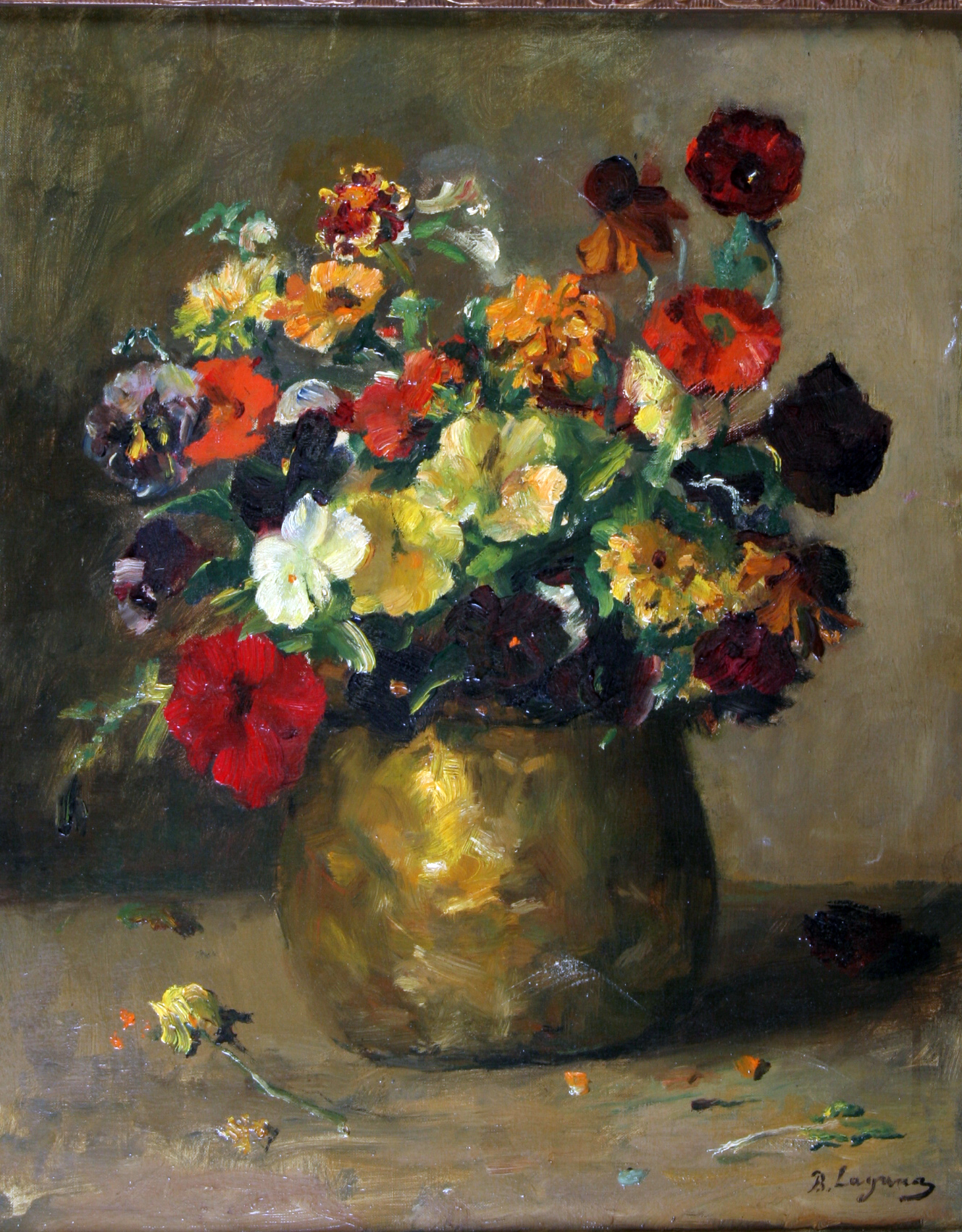
Blumenstrauß
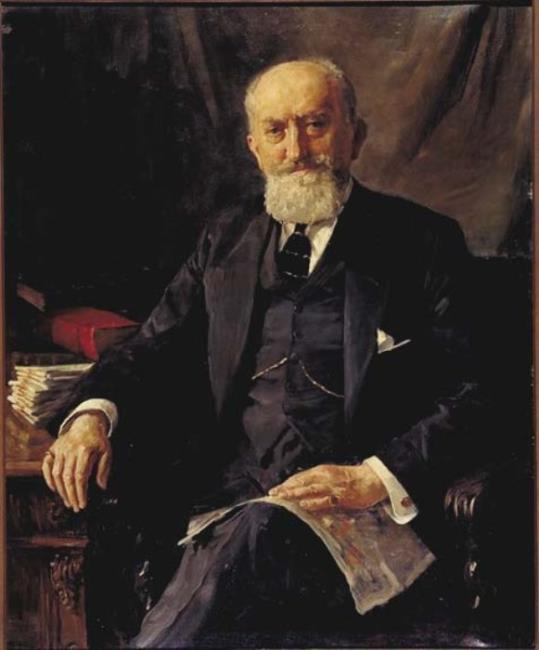
Porträt Sylvain Kahn